# 喬治·沃林斯基
喬治·大衛·沃林斯基 （法語：Georges David Wolinski，1934年6月28日—2015年1月7日），生於突尼斯的法國猶太裔漫畫家。於2015年1月7日連同其他《查理週刊》職員一起遭槍擊身亡。

## 生平

### 早年生活
喬治·沃林斯基於1934年6月28日出生於法屬突尼斯突尼斯市。他的父母洛拉·本伯倫（Lola Bembaron）和齊格飛‧沃林斯基（Siegfried Wolinski）都是猶太人 。他的父親在波蘭出生，並在沃林斯基2歲的時候被殺害。而他的母親則是意大利籍突尼斯人。他們一家在1945年二戰結束後不久搬到了法國。沃林斯基在巴黎學習建築學，在畢業之後，他開始學習繪畫漫畫。

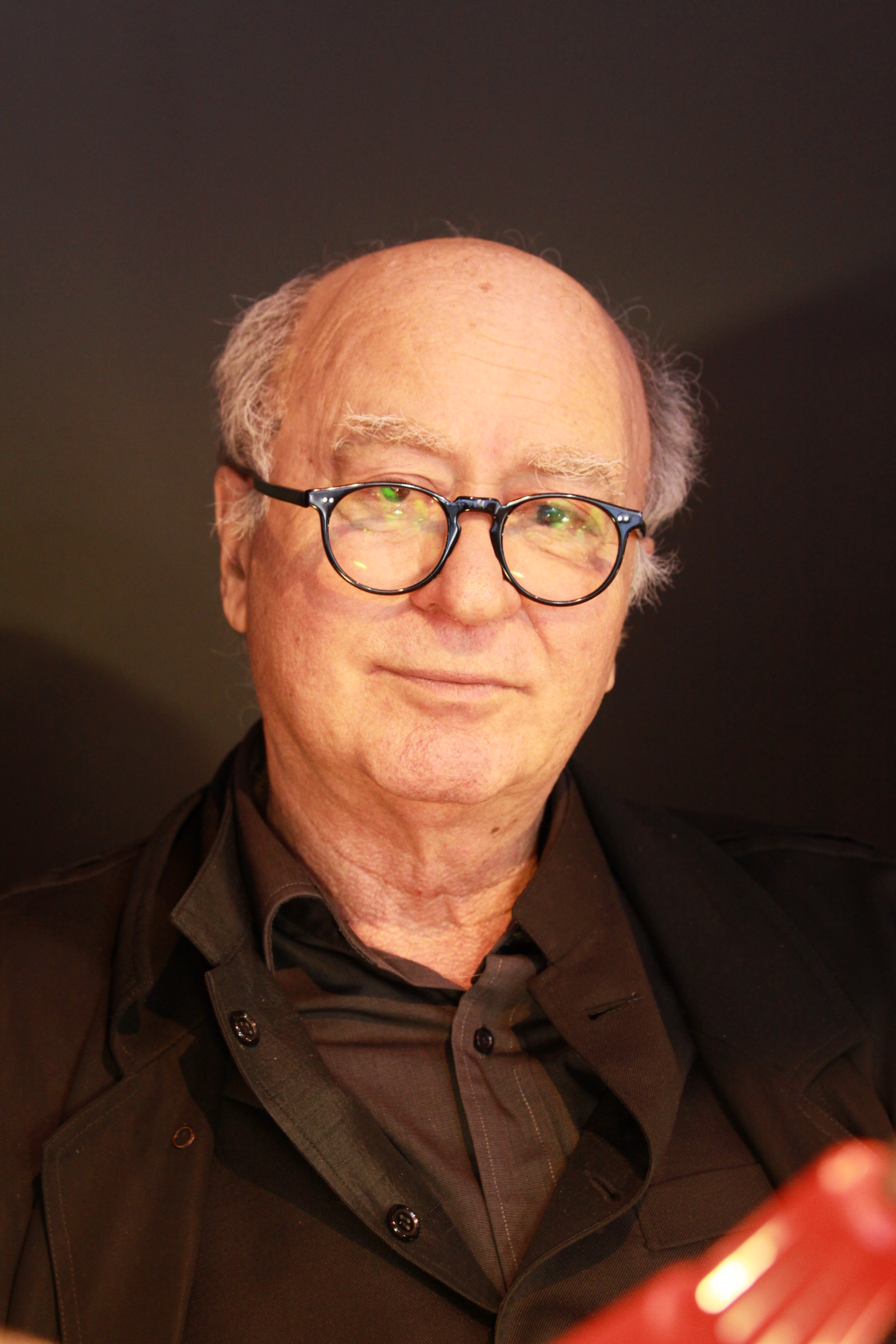
2011年的沃林斯基

### 事業生涯
沃林斯基的繪畫生涯於1958年展開，當時他在《黃花雜誌》上連載漫畫。而他第一次繪畫帶政治色彩的漫畫則是在1960年。1961年，他開始在《切腹雜誌》投稿涉及政治與色情的卡通和漫畫。
在1961年至1970年間，沃林斯基擔任《查理週刊》的總編輯。在發生五月風暴之後，他與莫里斯·西歷特一起共同創立諷刺雜誌《被激怒》。70年代初，他與另一漫畫家喬治斯·皮查德一起共筆的作品《波萊特》在《查理月刊》中面世，它發布期間引起法國市民熱烈的反應。沃林斯基的作品每天都會在《解放報》出現，而在週刊方面則是在《巴黎競賽報》、《野蠻之音雜誌》和《查理週刊》上連載 。
2005年，他在安古蘭漫畫節中獲頒終身成就獎。同一年，他被授予法國榮譽軍團勳章。

### 逝世
2015年1月7日，兩名持槍的槍手闖進《查理週刊》的總部，槍殺包括沃林斯基在內的八位工作人員，兩名警察和另外兩個人。這是繼1961年的維特里勒弗朗索瓦火車爆炸案之後，法國最嚴重的恐怖襲擊。

## 出版作品
- 《波萊特》，與喬治斯·皮查德（英语：Georges Pichard）一起共筆
  - 《波萊特》第一卷，Le Square，1971年
  - 《波萊特》第二卷，Le Square，1972年
  - 《波萊特的婚姻》，Le Square，1974年
  - 《在亞馬遜的波萊特》，Le Square，1975年
  - 《疲倦的城市》，Le Square，1975年
  - 《馬戲團的女人》，Le Square，1977年
  - 《思考》，Le Square，1981年
  - 《波萊特》，Dargaud，1984年

## 外部連結
- Obituary（页面存档备份，存于）
- Georges Wolinski在互联网电影资料库（IMDb）上的資料（英文）
- Georges Wolinski biography（页面存档备份，存于）
- Georges Wolinski publications in Charlie Mensuel（页面存档备份，存于），L'Écho des Savanes（页面存档备份，存于） 與 BoDoï（页面存档备份，存于） （法文）
- Georges Wolinski albums（页面存档备份，存于） （法文）